# Loughton and Great Holm
Loughton and Great Holm est une paroisse civile du Buckinghamshire, en Angleterre.